# Långholmen, Göteborg

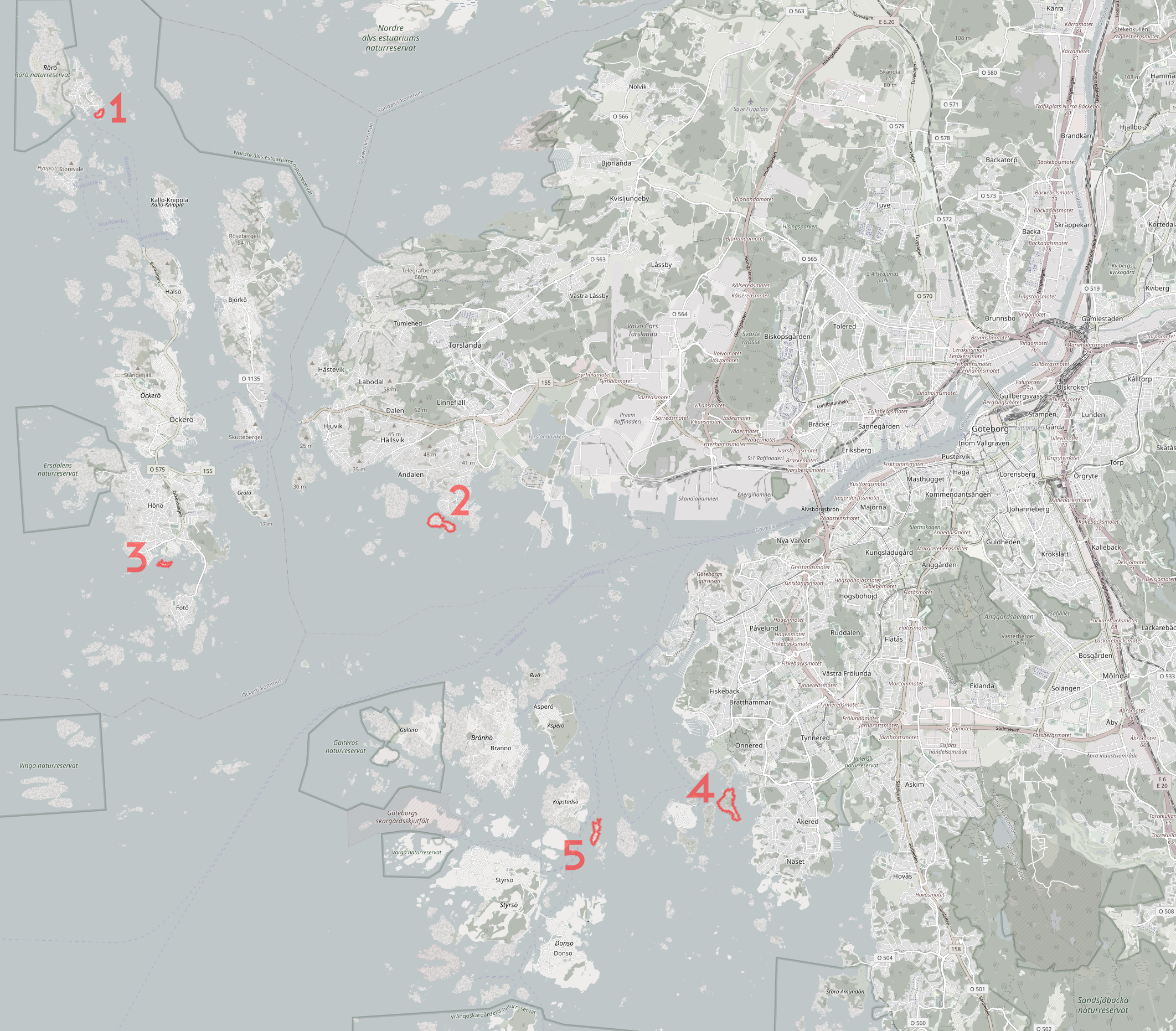
1. Långholmen, Rörö
2. Långholmen, Torslanda
3. Långholmen, Hönö
4. Långholmen, Önnered
5. Långholmen, S:a skärgården

Långholmen är namnet på flera platser i Göteborgs skärgård.

## Långholmen, Rörö
Långholmen är en udde på sydöstra delen av ön Rörö i Göteborgs norra skärgård. Udden är belägen inom Rörö tätort.
Koordinater: 57°46′18″N 11°37′30″Ö / 57.771803°N 11.625049°Ö

## Långholmen, Torslanda

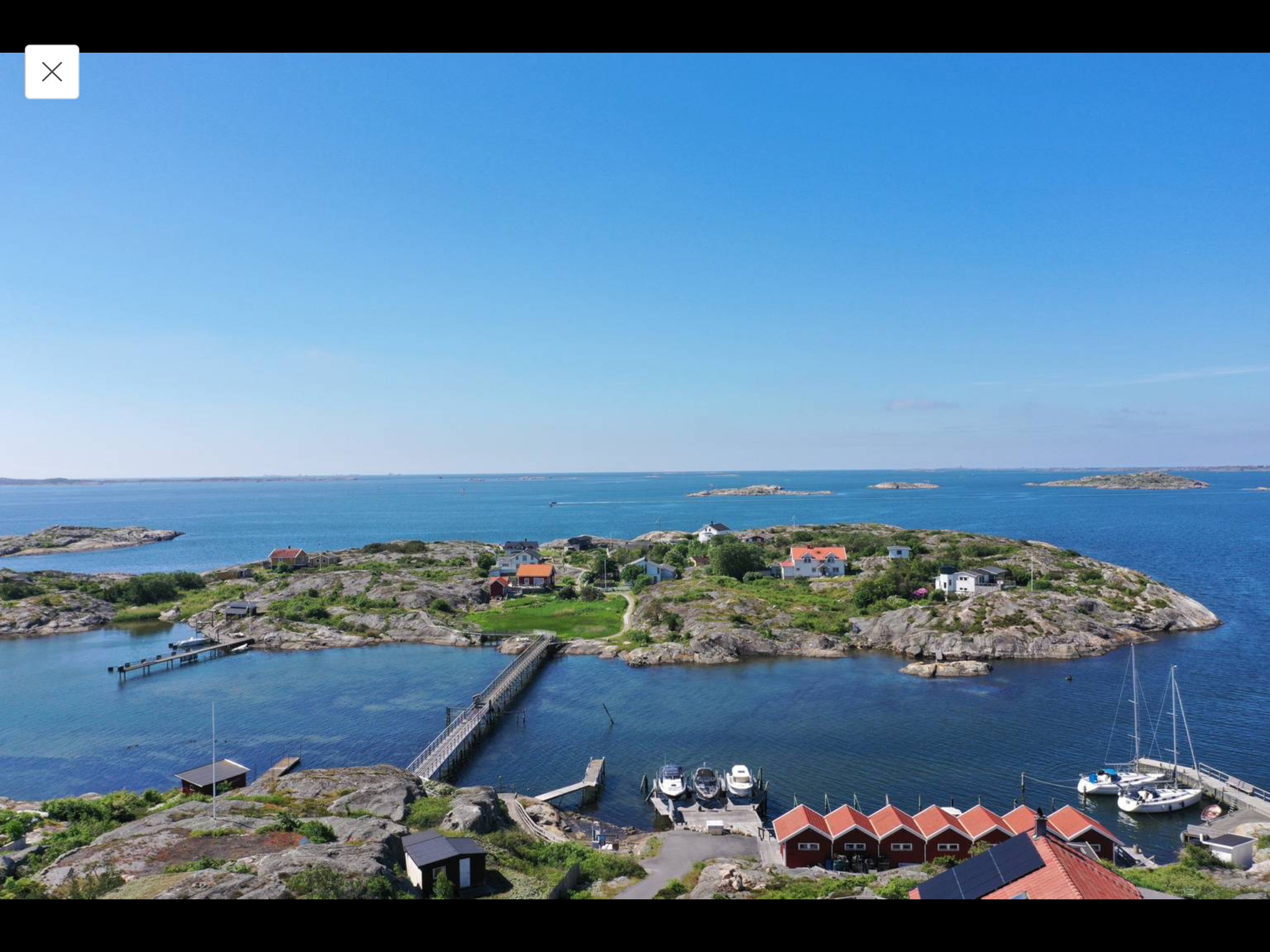

Långholmen är en ö utanför Torslanda med en befolkning på ett drygt 20-tal personer vintertid. Ön ligger vid inloppet till Göteborgs hamn och hör till Göteborgs norra skärgård. Långholmen nås från land via en 100 meter lång gångbro.
Koordinater: 57°41′19″N 11°45′23″Ö / 57.68872°N 11.75647°Ö

## Långholmen, Hönö

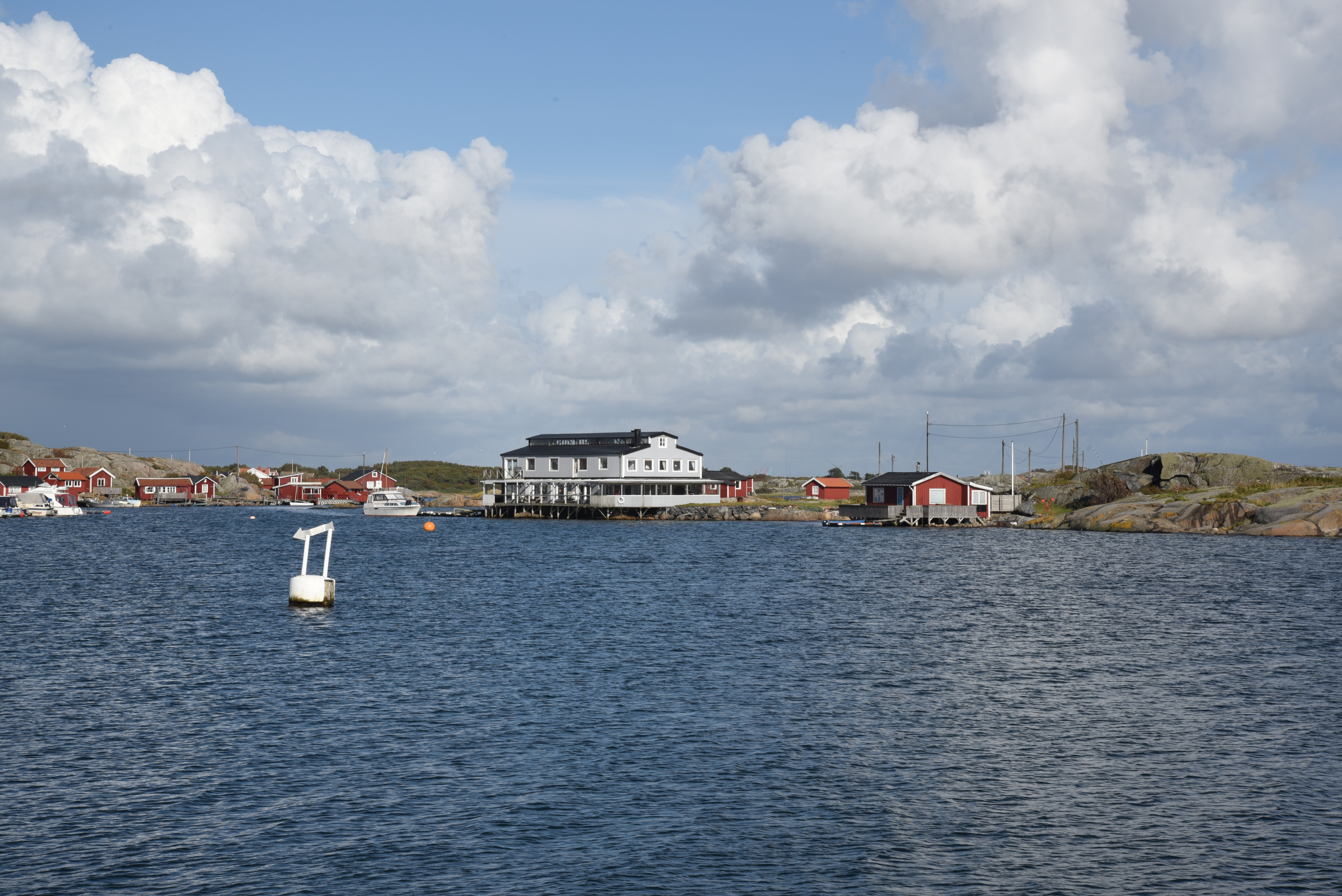
Långholmen till höger i bild.

Långholmen är en ö utanför Klåva hamn på Hönö i Göteborgs norra skärgård.
Koordinater:  57°40′46″N 11°39′00″Ö / 57.679517°N 11.650129°Ö

## Långholmen, Önnered

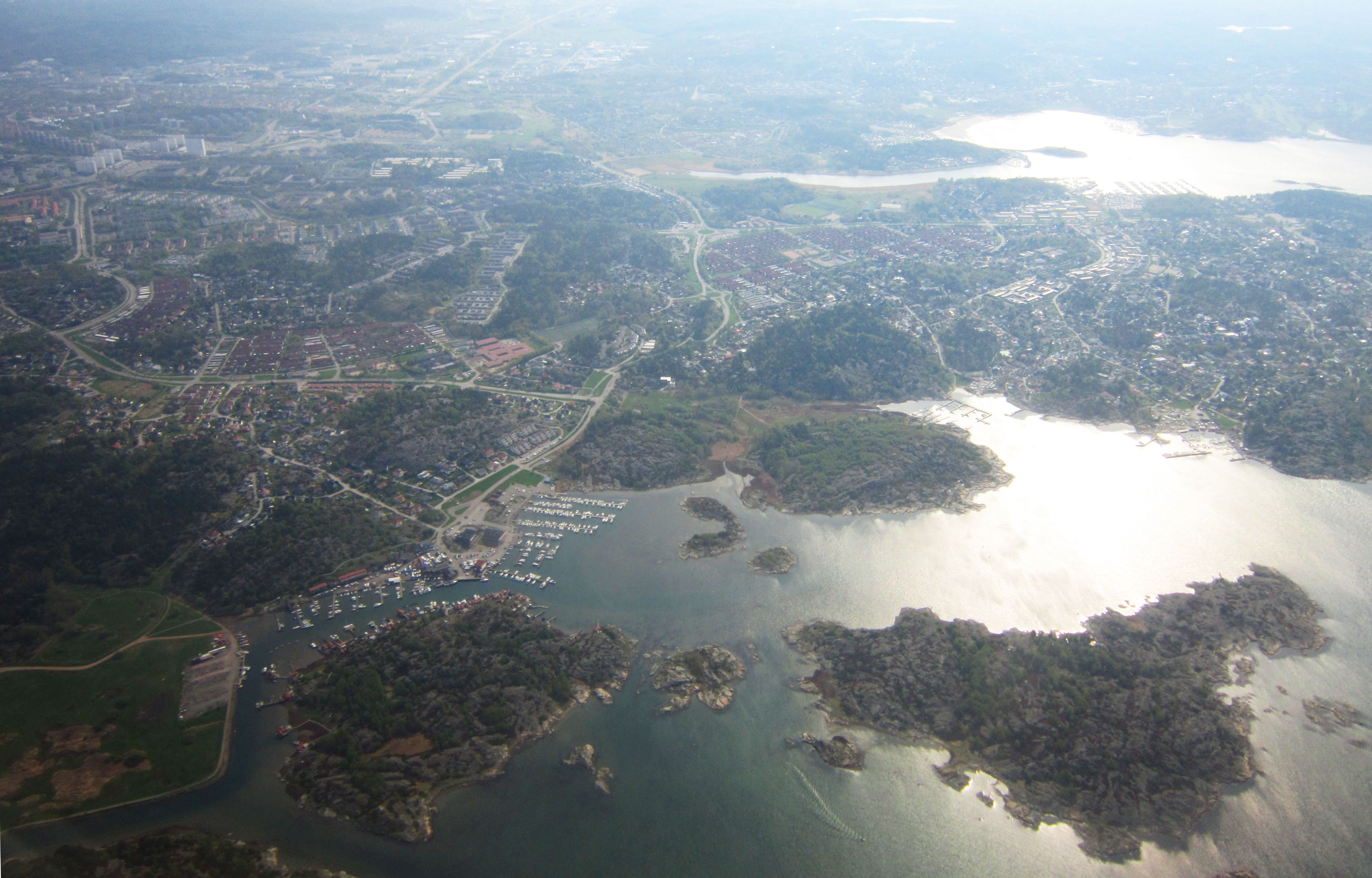
Flygfoto över Önnered. Ön i det nedre högra hörnet heter Långholmen.

Långholmen är en ö Strax utanför Önnered i Västra Göteborg, öster om Franholmen och söder om Lilla Rösö.
Koordinater: 57°37′49″N 11°51′58″Ö / 57.630317°N 11.866189°Ö

## Långholmen, Södra skärgården

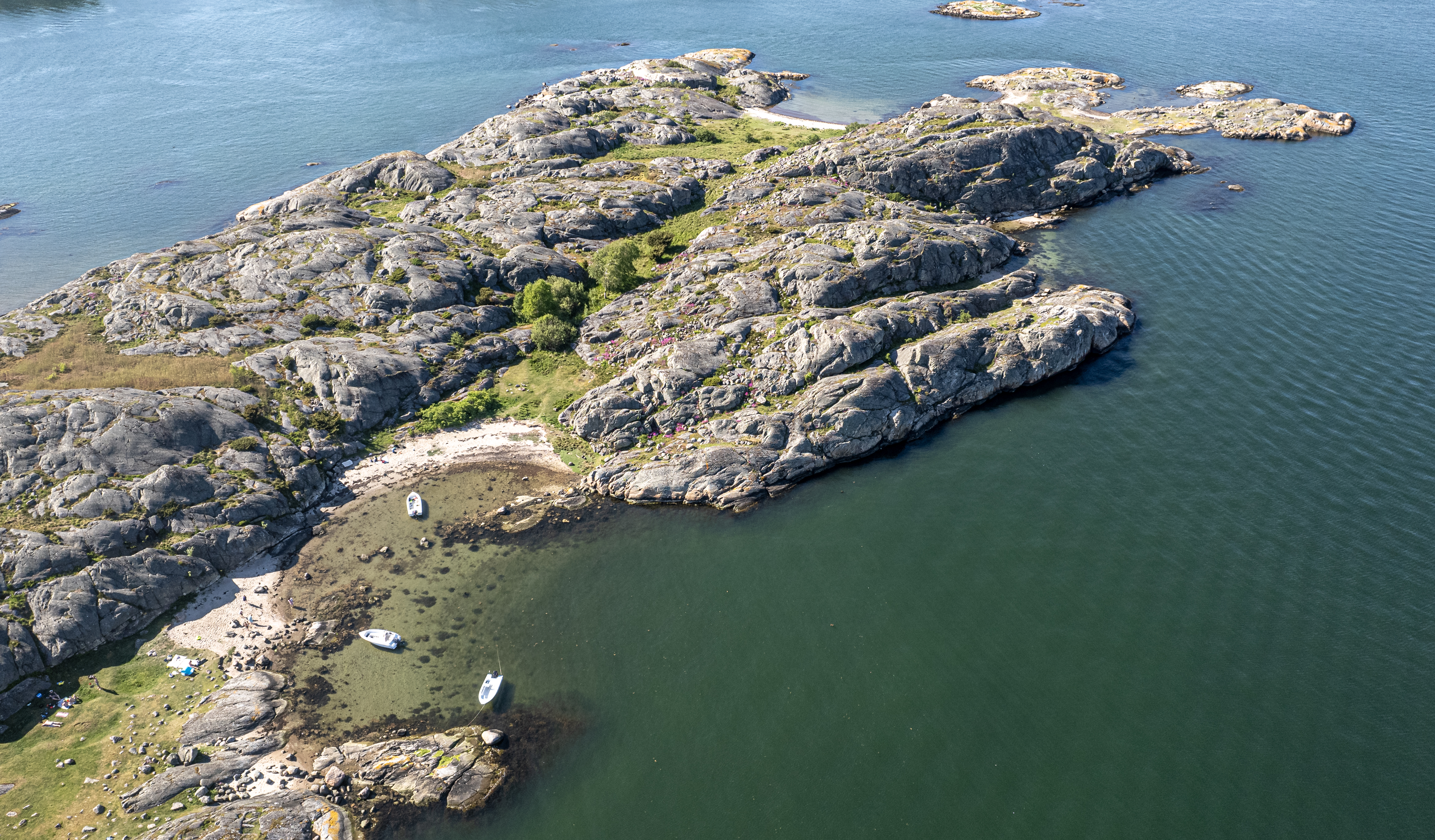
Drönarfoto av norra halvan av Långholmen.

Långholmen är en obebyggd ö i Göteborgs södra skärgård, mellan Köpstadsö och Stora Knarrholmen.
Koordinater: 57°37′28″N 11°48′56″Ö / 57.624539°N 11.815498°Ö